# キャラオケ18番
『キャラオケ18番』（キャラオケじゅうはちばん）は、2015年4月12日から9月27日まで日本テレビ系列で放送されていた音楽バラエティ番組。
日本テレビと長崎国際テレビでの放送時間は毎週日曜日17:00 - 17:25（JST）。その他の系列局では時差ネットされていた。

## 概要
毎週、ゲストがボイストレーニングでカラオケの歌唱力向上を図る番組である。
まず、カラオケで得意な曲を披露し、トレーニングを行って歌唱力向上を図る。終盤で同じ曲を披露し、歌唱力がアップしたかを確かめる。
9月27日の放送をもって番組は終了したが、最終回の放送で小山・羽鳥司会の音楽番組『チカラウタ』が10月からスタート予定という発表があった。

## 出演者
オーナー
- 羽鳥慎一

店長
- 小山慶一郎（NEWS）

## スタッフ
- ナレーター：森富美、ラルフ鈴木（いずれも出演時点で日本テレビアナウンサー）
- 構成：桜井慎一、アリエシュンスケ、成瀬正人
- TM：今村公威
- SW：蔦佳樹、望月達史
- CAM：蔦佳樹
- MIX：太田黒健至
- VE：塩原和益、吉崎慶
- 照明：小笠原雅登、正田悠斗
- 美術：大川明子
- デザイン：栗原純二、平岡真穂
- 大道具：才原裕二
- 小道具：伊沢英樹
- 電飾：二階堂哲也、鈴木雄蒔
- モニター：ジャパンテレビ
- 技術協力：日テレ・テクニカル・リソーシズ
- 美術協力：日本テレビアート
- 協力：第一興商
- 編集：武井大彰（スタジオヴェルト）
- MA：丸山輝幸、眞坂聡美（スタジオヴェルト）
- TK：木下渚
- 音効：加藤つよし
- CG：谷篤、原田専門家、キャニットG
- スタイリスト：井上理愛、吉田幸弘
- デスク：小原麻実
- リサーチ：ライダーズ・オフィス
- AD：前田大輔、北村桃子、松本匡貴、宮下昇也、小田菜月、齋藤健太、浅野珠熙
- AP：村越多恵子、高尾あずみ
- ディレクター：仲西正樹、岡山眞也、橋村和幸
- チーフディレクター：伊藤航、利根川広毅、久木野大、川口信洋、岩本智也、渡邉友一郎
- プロデューサー：前田直敬、吉田一浩、黒岩敏一、八木田祐子
- 統括プロデューサー：川邊昭宏（2015年6月14日 -、2015年4月12日 - 5月31日までは企画・演出）
- チーフプロデューサー：伊東修（2015年6月14日 -）
- 制作協力：モスキート、いまじん、ゴッドキッズ
- 製作著作：日本テレビ

### 過去のスタッフ
- 統括プロデューサー：高谷和男
- チーフプロデューサー：加藤幸二郎

## ネット局
| 放送対象地域   | 放送局                    | 系列                          | 放送日時                                        | 放送期間                                       |
| -------------- | ------------------------- | ----------------------------- | ----------------------------------------------- | ---------------------------------------------- |
| 関東広域圏     | 日本テレビ（NTV） 制作局  | 日本テレビ系列                | 日曜 17:00 - 17:25                              | 2015年4月12日 - 9月27日                        |
| 長崎県         | 長崎国際テレビ（NIB）     | 日本テレビ系列                | 日曜 17:00 - 17:25                              | 2015年4月12日 - 9月27日                        |
| 徳島県         | 四国放送（JRT）           | 日本テレビ系列                | 木曜 1:24 - 1:49（水曜深夜）                    | 2015年4月16日 - 10月8日                        |
| 長野県         | テレビ信州（TSB）         | 日本テレビ系列                | 金曜 1:44 - 2:14（木曜深夜）                    | 2015年4月17日 - 10月2日                        |
| 中京広域圏     | 中京テレビ（CTV）         | 日本テレビ系列                | 土曜 0:30 - 0:55（金曜深夜）                    | 2015年4月18日 - 10月17日                       |
| 近畿広域圏     | 読売テレビ（ytv）         | 日本テレビ系列                | 木曜 2:43 - 3:16（水曜深夜）                    | 2015年4月18日 - 10月8日                        |
| 山梨県         | 山梨放送（YBS）           | 日本テレビ系列                | 土曜 2:00 - 2:25（金曜深夜）                    | 2015年4月18日 - 10月17日                       |
| 鹿児島県       | 鹿児島読売テレビ（KYT）   | 日本テレビ系列                | 土曜 10:00 - 10:25                              | 2015年4月18日 - 10月3日                        |
| 山形県         | 山形放送（YBC）           | 日本テレビ系列                | 日曜 0:55 - 1:20（土曜深夜）                    | 2015年4月19日 - 10月18日                       |
| 熊本県         | くまもと県民テレビ（KKT） | 日本テレビ系列                | 日曜 0:55 - 1:20（土曜深夜）                    | 2015年4月19日 - 10月4日                        |
| 新潟県         | テレビ新潟（TeNY）        | 日本テレビ系列                | 日曜 1:00 - 1:25（土曜深夜）                    | 2015年4月19日 - 10月4日                        |
| 北海道         | 札幌テレビ（STV）         | 日本テレビ系列                | 日曜 1:25 - 1:50（土曜深夜）                    | 2015年4月19日 - 10月4日                        |
| 石川県         | テレビ金沢（KTK）         | 日本テレビ系列                | 日曜 2:36 - 3:01（土曜深夜）                    | 2015年4月19日 - 10月4日                        |
| 秋田県         | 秋田放送（ABS）           | 日本テレビ系列                | 月曜 1:25 - 1:50（日曜深夜）                    | 2015年4月20日 - 10月5日                        |
| 福島県         | 福島中央テレビ（FCT）     | 日本テレビ系列                | 日曜 1:40 - 2:10（土曜深夜）                    | 2015年4月21日 - 10月4日                        |
| 大分県         | テレビ大分（TOS）         | 日本テレビ系列 フジテレビ系列 | 火曜 14:55 - 15:22                              | 2015年4月21日 - 10月6日                        |
| 高知県         | 高知放送（RKC）           | 日本テレビ系列                | 水曜 1:24 - 1:49（火曜深夜） 木曜 10:25 - 10:55 | 2015年4月22日 - 9月30日 2015年10月8日          |
| 香川県・岡山県 | 西日本放送（RNC）         | 日本テレビ系列                | 水曜 1:59 - 2:24（火曜深夜）                    | 2015年4月22日 - 10月7日                        |
| 鳥取県・島根県 | 日本海テレビ（NKT）       | 日本テレビ系列                | 木曜 2:05 - 2:30（水曜深夜）                    | 2015年4月23日 - 10月8日                        |
| 福岡県         | 福岡放送（FBS）           | 日本テレビ系列                | 木曜 2:10 - 2:35（水曜深夜）                    | 2015年4月23日 - 10月8日                        |
| 愛媛県         | 南海放送（RNB）           | 日本テレビ系列                | 金曜 1:09 - 1:39（木曜深夜）                    | 2015年4月24日 - 10月16日                       |
| 山口県         | 山口放送（KRY）           | 日本テレビ系列                | 金曜 1:24 - 1:49（木曜深夜）                    | 2015年4月24日 - 10月16日                       |
| 静岡県         | 静岡第一テレビ（SDT）     | 日本テレビ系列                | 金曜 1:34 - 1:59（木曜深夜）                    | 2015年4月24日 - 10月16日                       |
| 広島県         | 広島テレビ（HTV）         | 日本テレビ系列                | 土曜 1:30 - 1:55（金曜深夜） 木曜 11:05 - 11:30 | 2015年4月25日 - 9月25日 2015年10月1日・10月8日 |
| 福井県         | 福井放送（FBC）           | 日本テレビ系列 テレビ朝日系列 | 金曜 1:30 - 1:55（木曜深夜）                    | 2015年4月28日 - 10月16日                       |
| 富山県         | 北日本放送（KNB）         | 日本テレビ系列                | 木曜 1:29 - 1:59（水曜深夜）                    | 2015年4月30日 - 10月15日                       |
| 青森県         | 青森放送（RAB）           | 日本テレビ系列                | 日曜 1:55 - 2:20（土曜深夜）                    | 2015年5月3日 - 11月8日                         |
| 宮城県         | ミヤギテレビ（MMT）       | 日本テレビ系列                | 火曜 1:34 - 1:59（月曜深夜）                    | 2015年5月5日 - 10月6日                         |
| 岩手県         | テレビ岩手（TVI）         | 日本テレビ系列                | 水曜 0:54 - 1:19（火曜深夜）                    | 2015年5月6日 - 10月7日                         |

### 備考
- 日本テレビにて、日曜日の16:55まで野球中継が組まれている場合、延長オプションがつく関係で、当日の本番組は野球中継延長の有無にかかわらず休止（同時ネット局の長崎国際テレビでも別番組に変更）。
- 読売テレビ・福島中央テレビ・福井放送の放送日時は、枠移動につき開始当初とは異なる。